# Philostrate de Lemnos
Pour les articles homonymes, voir Philostrate.
Philostrate (en grec ancien, Φιλόστρατος / Philóstratos, en latin Lucius Flavius Philostratus), surnommé Philostrate de Lemnos ou Philostrate  l'Ancien, est un sophiste de langue grecque de la première moitié du IIIe siècle.

## Éléments de biographie
Sa vie est très mal connue. Son père s'appelait Nervianus et il était neveu de Philostrate d'Athènes par sa mère. On sait par un passage des Vies des sophistes (II, 30), rédigées par son oncle, qu'il fêta ses 24 ans sous le règne de Caracalla (211-217), ce qui le fait donc naître vers 190. Les Héroïques ont dû être écrits sous Sévère Alexandre (222-235). 
On l'appelle aussi parfois « Philostrate l'Ancien » pour le distinguer de son petit-fils, Philostrate le Jeune (ainsi nommé bien qu'il ne soit pas le premier des Philostrate).

## Œuvres
Parmi ses œuvres énumérées dans l'encyclopédie byzantine de la Souda, il reste deux ouvrages. Les Images ou La Galerie de tableaux (grec Εἰκόνες / Eikones, latin Imagines), recueil divisé en deux livres et regroupant 64 descriptions de tableaux exposés dans un portique à Naples, sans doute au tournant des IIe et IIIe siècles. Il ne s'agit pas vraiment de critique d'art, mais de modèles de composition rhétorique dans le genre de l'ekphrasis ou description d'œuvre d'art. On ignore si les tableaux ont réellement existé ou s'ils sont imaginés par l'auteur. Cet ouvrage comporte une suite de dix-sept tableaux, sans doute due à Philostrate le Jeune.  
On a aussi conservé les Héroïques (Ἡρωικά) ou Dialogue sur les héros (Ἡρωικός). La seconde moitié de cette œuvre est un dialogue — tenu à Éléonte, au bord de l'Hellespont — entre un vigneron « philosophe » et un marchand phénicien qui a fait naufrage,  à propos des héros de la guerre de Troie. Cet ouvrage est donc en bonne partie une réécriture d'Homère, et il donne une nouvelle version de cette guerre, mais garantie cette fois par un témoin oculaire, le héros Protésilas (dont le tombeau passait pour se trouver à Éléonte). 
Si ce témoin est mort au début de la guerre, il n'en est pas moins fiable, car il est devenu un héros, et ce type de personnage est omniscient. Il en sait donc plus qu'Hérodote qui, lui, tenait ses informations d'Ulysse et avait dû s'engager envers ce dernier à parler de lui positivement… On peut donc dire qu'il s'agit là d'une « plaisanterie érudite », selon le mot de Suzanne Saïd, dans laquelle Philostrate réfute Homère « en jouant sur les incohérences ou les invraisemblances du récit ».